# Liste der Kulturdenkmale in Pforzheim-Au
In der Liste der Kulturdenkmale in Pforzheim-Au werden alle unbeweglichen Bau- und Kunstdenkmale in Au (Pforzheim) aufgelistet, die in der städtischen „Liste der Kulturdenkmale“ geführt sind.

## Liste
| Bild | Bezeichnung                                  | Lage | Datierung | Beschreibung             | ID |
| ---- | -------------------------------------------- | --- | --------- | ------------------------ | -- |
|      | Gruppe von sechs Stadtwohnhäusern            | Calwer Straße 112/114, 116, 118, 120, 122 (Flst.-Nr. 1464/6, 1464/5, 1464/4, 1464/3, 1464/2, 1464/1) | 1900–01   | Geschützt nach § 2 DSchG |    |
|      | Wohngeschäftsdoppelhaus mit Hangstützmauern  | Calwer Straße 129/131/Seebergstraße 24 (Flst.-Nr. 1779/1, 1785) | 1904      | Geschützt nach § 2 DSchG |    |
|      | Wohngeschäftshaus mit Hangstützmauern        | Calwer Straße 131/1/133/Seebergstraße 26 (Flst.-Nr. 1784/1/1784) | 1903      | Geschützt nach § 2 DSchG |    |
|      | Zweiteilige Gruppe von zehn Stadtwohnhäusern | Calwer Straße 135/137/Seebergstr. 32 (Flst.-Nr. 1764/6, 1764/7) sowie 139/Seebergstr. 32a/141/Seebergstr. 34/143/Seebergstr. 36/145/147/149/Seebergstr. 42/151/Seebergstr. 44/153/155/Seebergstr. 48 (Flst.-Nr. 1764/8 bis 1764/16) | 1907      | Geschützt nach § 2 DSchG |    |
|      | Ehemalige großherzogliche Kunstgewerbeschule | Holzgartenstraße 36 (Flst.-Nr. 975/3) | 1911      | Geschützt nach § 2 DSchG |    |
|      | Römischer Brunnen                            | Holzgartenstraße 70 (Flst.-Nr. 7918, Gelände des Städtischen Krankenhauses) |           | Geschützt nach § 2 DSchG |    |
|      | Große Sitzende                               | Holzgartenstraße 70 (Flst.-Nr. 7918, Gelände des Städtischen Krankenhauses) | 1926      | Geschützt nach § 2 DSchG |    |
|      | Wohngeschäftshaus                            | Kreuzstraße 1 (Flst.-Nr. 979/17) | 1927      | Geschützt nach § 2 DSchG |    |
|      | Wohngeschäftshaus Zum Brückenbäck            | Kreuzstraße 4 (Flst.-Nr. 979/17) | 1924      | Geschützt nach § 2 DSchG |    |